# Juan Ramón Rocha
Juan Ramón Rocha (Santo Tomé, 8 maart 1954) is een voormalig Argentijns voetballer en trainer. 
Rocha begon zijn carrière bij Newell's Old Boys en won met hen het Metropolitano-kampioenschap van 1974. Na een kort verblijf bij Junior en Boca speelde hij zijn verdere carrière bij het Griekse Panathinaikos. 
Na zijn spelerscarrière werd hij trainer, bijna uitsluitend voor Griekse clubs. 